# Дю Гернье, Луи (младший)

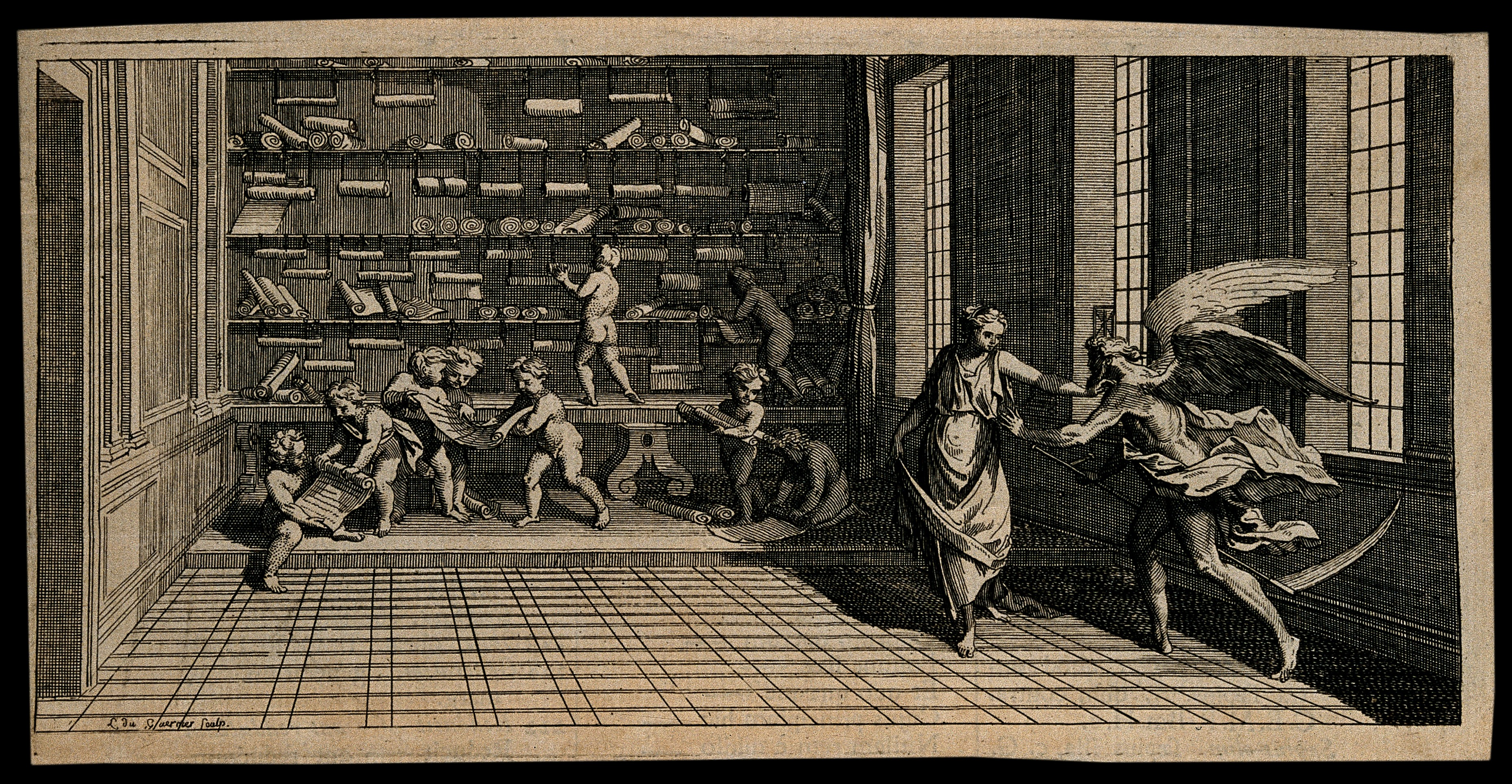
Гравюра «Литература, спасающая прошлое от разрушения временем»

Луи́ дю Гернье́ (фр. Louis du Guernier, англ. Lewis Du Guernier; 1677, Париж — 19 декабря 1716, Лондон) — французский и английский гравёр, сценограф

, иллюстратор.

## Биография

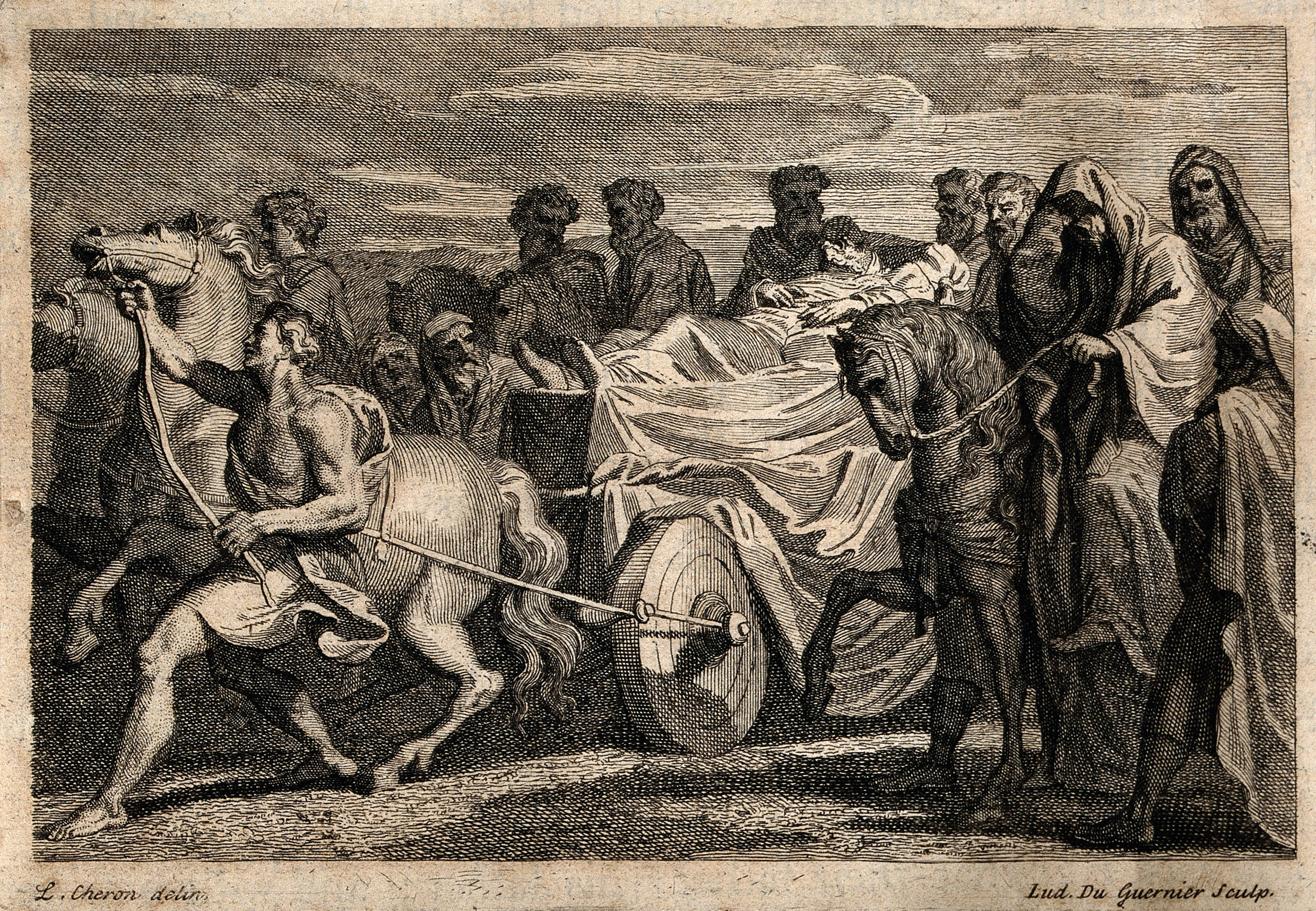
Скорбная процессия Иакова. Офорт Л. дю Гернье

Вероятно, был потомком художника-портретиста, миниатюриста, гравёра Луи дю Гернье (1614—1659). Учился у Луи де Шатийона (1639—1734).
В 1708 году отправился в Англию. Поступил в академию Готфрида Кнеллера на Грейт-Куин-стрит в Лондоне, где получил навыки в качестве рисовальщика, дизайнера, офортиста и гравёра. Позже был выбран одним из её директоров и оставался им до самой смерти.
В 1714 году был нанят гравёром Клодом Дюбоском для выполнения заказа Томаса Боулза и Генри Овертона и приступил к гравированию серии из шести картин Луи Лагерра на сюжеты побед герцога Мальборо.
Автор небольших исторических работ, офортов, иллюстраций к книгам, сценограф.
Умер от оспы.